# Epipocus cryptus
Epipocus cryptus är en skalbaggsart som beskrevs av Strohecker 1977. Epipocus cryptus ingår i släktet Epipocus och familjen svampbaggar. Inga underarter finns listade i Catalogue of Life.